# 真中村
真中村（まなかむら）は、秋田県北秋田郡にあった村。現在の大館市南西部、米代川左岸、秋田自動車道二井田真中インターチェンジの西方一帯にあたる。

## 地理
- 河川 : 米代川

## 歴史
- 1889年（明治22年）4月1日 - 町村制の施行により、赤石村、板沢村、大披村、櫃崎村、小袴村、出川村の区域をもって発足。
- 1955年（昭和30年）3月1日 - 大館市に編入。同日真中村廃止。

## 交通

### 道路
- 鹿角街道（現・秋田県道52号比内田代線）